# Operacja Wunderland
Operacja Wunderland – operacja korsarska niemieckiego ciężkiego krążownika „Admiral Scheer” podczas II wojny światowej, przeprowadzona w dniach 16–30 sierpnia 1942 roku.

## Przebieg operacji
Dnia 16 sierpnia 1942 roku „Admiral Scheer” opuścił swoją bazę w Narwiku z zamiarem atakowania alianckiej żeglugi dostarczającej zaopatrzenie dla ZSRR. Dowódcą jednostki w trakcie tej operacji był komandor Meendsen-Bohlken. 19 sierpnia okręt dotarł na Morze Karskie. Następnego dnia wodnosamolot z krążownika zameldował o obecności trzech małych konwojów, które jednak nie zostały zaatakowane z powodu zalodzenia oraz złych warunków meteorologicznych. 25 sierpnia niemiecki okręt ostrzelał radziecką bazę polarną na Przylądku Upragnionym, między innymi uszkadzając budynek z radiostacją.

## Starcie z „Aleksandrem Sibiriakowem”
Tego samego dnia krążownik natknął się na radziecki lodołamacz „Aleksandr Sibiriakow”. Zbliżywszy się do jednostki, okręt niemiecki wywiesił amerykańską banderę, sygnalizując jednocześnie japońską nazwę Sisijama. Radziecki okręt przejrzawszy podstęp, nadał przez radio komunikat informujący o obecności wrogiej jednostki na tych wodach, jednocześnie otwierając ogień do napastnika z trzech dział kalibru 75 mm. W wyniku walki, jaka się wywiązała, radziecki lodołamacz zatonął. Część załogi lodołamacza zginęła w walce, część dostała się do niemieckiej niewoli. Tylko jeden radziecki marynarz dotarł do bezludnej wyspy Biełucha i został później uratowany przez Rosjan. Po północy 27 sierpnia „Admiral Scheer” ostrzelał bazę radziecką Dikson, niszcząc uzbrojony parowiec SKR-19 „Dieżniew” i przygotowując się do wysadzenia desantu w celu zdobycia dokumentów. W trakcie ostrzału krążownik wystrzelił około stu pocisków 280 mm. Obronę portu, oprócz lekkich dział, stanowiły dwie armaty polowe kalibru 152 mm wz. 1910/30, tworzące baterię nr 659, które podjęły ostrzał krążownika z odległości ok. 6 km, wystrzeliwując 43 pociski, z których część upadła w pobliżu celu. Wbrew powojennej propagandowej wersji, mówiącej o uszkodzeniu „Admirala Scheera”, radzieccy artylerzyści nie uzyskali trafień, lecz ostrzał spowodował odstąpienie krążownika od desantu i następnie jego odejście. „Admiral Scheer” powrócił do Narwiku w dniu 30 sierpnia, kończąc tym samym nieudaną operację.